# Zalewa
Zalewa es una población de la Región Sur de Malaui. Situada a 27 kilómetros de Blantyre se une a esta ciudad a través de la carretera M1. 
Se encuentra en la orilla del río Shire. El puente Kamuzu cruza el río en esta población. Al sur del puente siguiendo el río se encuentran los rápidos de Chilemba
La ocupación principal es la agricultura. Entre otros cultivos el cacahuete , maíz y lima que son consumidos en Blantyre. Otra ocupación de subsistencia de la zona es la obtención de carbón a partir de la vegetación de la zona, actividad que está perseguida por la guardia forestal.
Como mal endémico del país, el sida es principal fuente de preocupación. En Zalewa se han desarrollado iniciativas para mejorar la situación, promovidas desde el extranjero. Es el caso de la apertura del restaurante Mtendere (en Chichewa significa Paz) atendido por mujeres.